# Depron
Depron é uma placa de poliestireno extrudada (XPS), utilizada principalmente como bandejas de frios, insumo na fabricação de aeromodelos, material base para colagem de comunicações visuais e apresentações e também para recortes, decorações e montagens em comunicações e eventos.
No caso de aeromodelos, sua utilização é vantajosa devido à baixa densidade aliada à rigidez e estabilidade dimensional.
Por ter um superfície bem lisa e com um acabamento ótimo, o Depron que também é conhecido como Placa Pluma é um dos melhores matérias para construção dos aeromodelos, sendo ele fácil de cortar e colar.
Você também encontra esse material nas bandejas de frios que encontramos nos mercados. 